# Alcáçova (Elvas)
A Freguesia de Alcáçova foi uma freguesia portuguesa do Município de Elvas, que tinha 9,88 km² de área e 2 147 habitantes (2011), e, por isso, uma densidade populacional de 217,3 hab/km²
Foi extinta em 2013, no âmbito de uma reforma administrativa nacional, tendo sido agregada à Freguesia de Caia e São Pedro, para formar uma nova freguesia denominada Freguesia de Caia, São Pedro e Alcáçova, territorialmente contínua.

## População
| População da freguesia de Alcáçova | População da freguesia de Alcáçova | População da freguesia de Alcáçova | População da freguesia de Alcáçova | População da freguesia de Alcáçova | População da freguesia de Alcáçova | População da freguesia de Alcáçova | População da freguesia de Alcáçova | População da freguesia de Alcáçova | População da freguesia de Alcáçova | População da freguesia de Alcáçova | População da freguesia de Alcáçova | População da freguesia de Alcáçova | População da freguesia de Alcáçova | População da freguesia de Alcáçova |
| ---------------------------------- | ---------------------------------- | ---------------------------------- | ---------------------------------- | ---------------------------------- | ---------------------------------- | ---------------------------------- | ---------------------------------- | ---------------------------------- | ---------------------------------- | ---------------------------------- | ---------------------------------- | ---------------------------------- | ---------------------------------- | ---------------------------------- |
| 1864                               | 1878                               | 1890                               | 1900                               | 1911                               | 1920                               | 1930                               | 1940                               | 1950                               | 1960                               | 1970                               | 1981                               | 1991                               | 2001                               | 2011                               |
| 2 389                              | 2 272                              | 2 577                              | 2 544                              | 2 552                              | 2 851                              | 2 868                              | 3 649                              | 3 683                              | 3 512                              | 2 912                              | 2 979                              | 2 721                              | 2 305                              | 2 147                              |

Nos censos de 1890 a 1900 tinha anexada a freguesia de São Lourenço

## História
Era uma das poucas freguesias portuguesas territorialmente descontínuas, consistindo em duas partes de extensão muito diferente: uma parte principal a norte (mais de 99% do território da antiga freguesia) e um muito pequeno exclave (menos de 1% da área da freguesia) a sul, separado do resto da freguesia pela extinta freguesia da Assunção, correspondendo a parte da antiga cidade muralhada, em volta das ruas de Olivença e Alcamim.

Antigas freguesias que deram origem à Freguesia de Caia, São Pedro e Alcáçova (Elvas).

## Património
- Forte de Nossa Senhora da Graça ou de Lippe
- Muralhas e obras anexas da Praça de Elvas
- Padrão de Elvas
- Castelo de Elvas
- Passos da Via Sacra (cinco)
- Passos da Via Sacra e Igreja do Salvador (Alcáçova)
- Pelourinho de Elvas
- Igreja do Salvador (Alcáçova)
- Igreja de Santa Maria de Alcáçova

## Personalidades
- Adelaide Cabete, feminista